# Sint-Michiel-en-Sint-Rolendekerk (Gerpinnes)

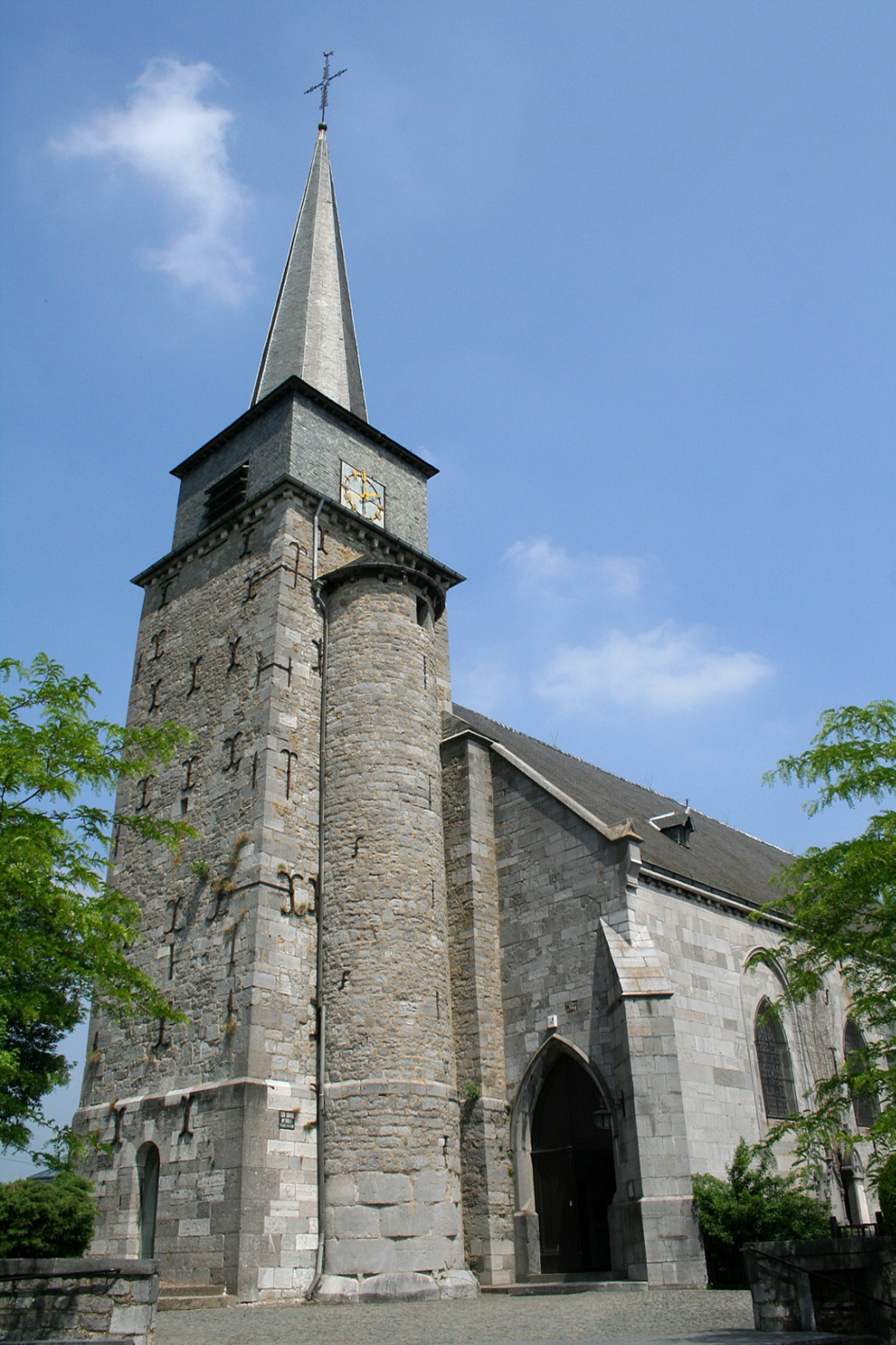
De kerk met de voorgebouwde westtoren

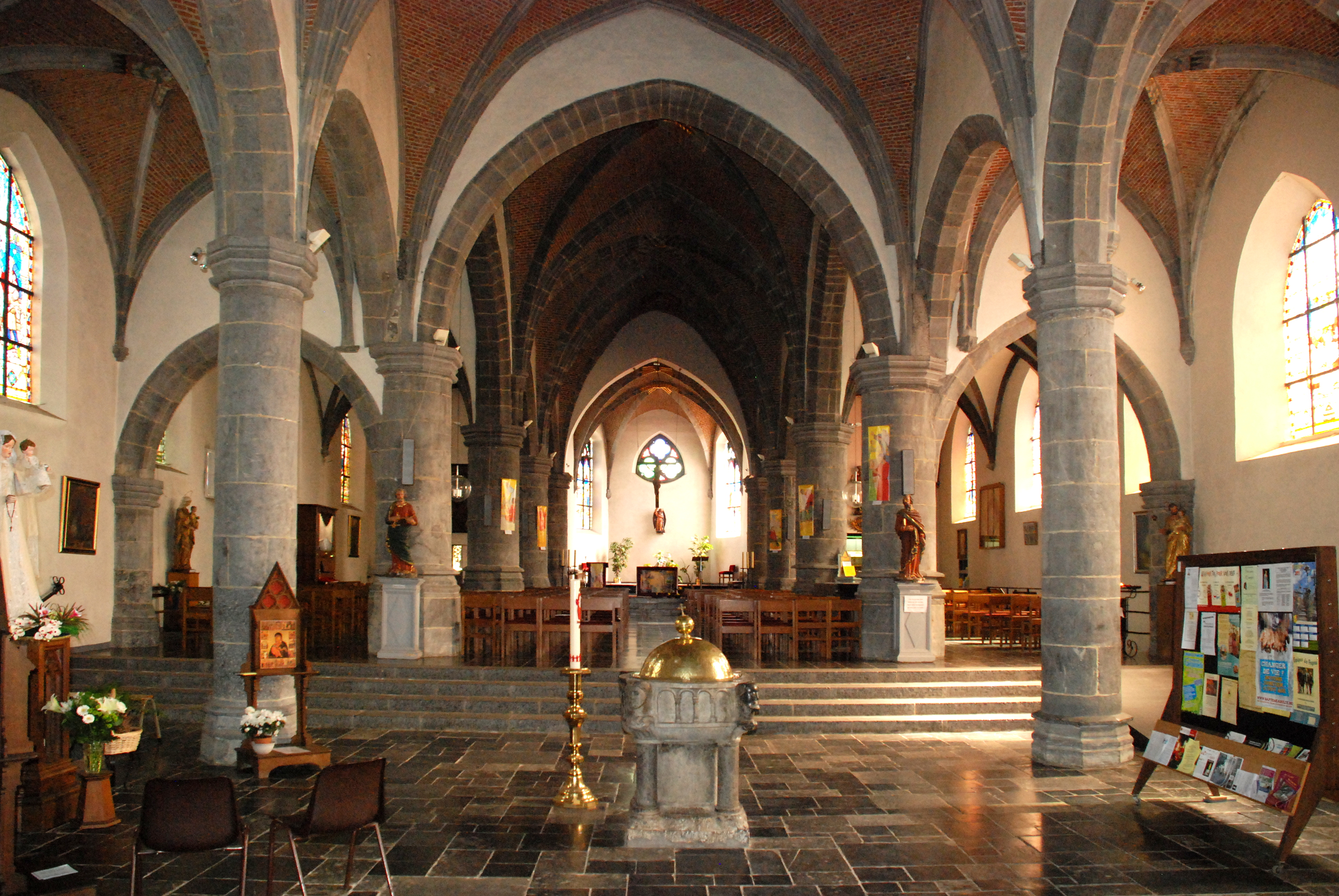
Interieur met op de voorgrond de romaanse doopvont

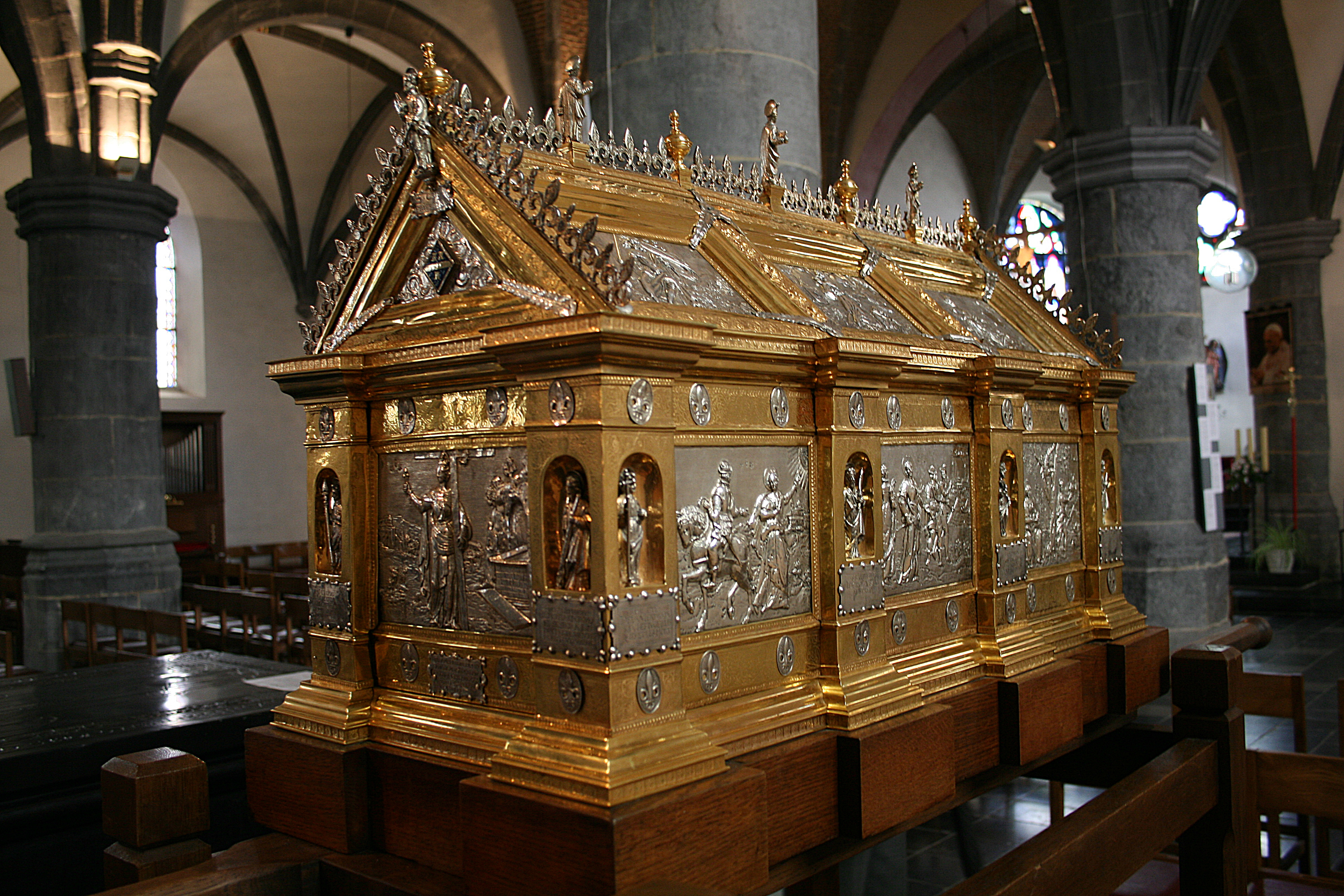
16e-eeuws reliekschrijn van de heilige Rolende

De Sint-Michiel-en-Sint-Rolendekerk (Frans: Église Saints-Michel-et-Rolende) is een katholieke parochiekerk in de Henegouwse gemeente Gerpinnes in België. Ze behoort tot het bisdom Doornik en is gewijd aan de aartsengel Michaël en aan de lokale heilige Rolende van Gerpinnes, van wie het de 7e-eeuwse sarcofaag en het 16e-eeuwse reliekschrijn bevat. Het gebouw is grotendeels gotisch, met een romaanse klokkentoren en crypte. Het is sinds 1949 beschermd.

## Geschiedenis
De oudste vermelding van de kerk komt voor in een oorkonde van 1240 over een regeling tussen de abdis van Moustier, die heerste over Gerpinnes, en de tempeliers van Bertransart. Maar de kerk is verschillende eeuwen ouder, zoals onder meer valt af te leiden uit het heiligenleven van Rolende (het Vita sancte Rolendis virginis, geschreven circa 1250). Volgens deze hagiografie was ze naast de kerk begraven en werd deze na haar dood uitgebreid om haar graf te omvatten. De aanbouw van deze kapel tegen de zuidkant van het koor moet niet lang na de dood van Rolende zijn gebeurd, op een moment dat de locatie van haar rustplaats nog bekend was. Haar traditionele stervensjaar 774 is niet betrouwbaar, maar uit haar sarcofaag kan een en ander worden afgeleid. Vermoedelijk dateert deze uit de 7e eeuw, ten vroegste uit de 6e eeuw en ten laatste uit het begin van de 8e eeuw.
De bevolkingsaangroei tussen de 9e en de 11e eeuw leidde tot transformatiewerken: tegen het 6,9 meter brede schip werden twee zijbeuken aangebouwd. Otbert van Luik, tot wiens bisdom Gerpinnes behoorde, kwam in 1103 de relieken van Rolende verheffen. Ze werden verzameld in een fraai reliekschrijn, dat een plaats kreeg in de crypte die vermoedelijk toen onder het koor is gebouwd. Deze crypte werd het nieuwe centrum van de Rolendeverering, die van de kerk een bedevaartsoord maakte. Ook de kapel is rond die tijd vergroot, maar ze bevatte alleen nog het altaar gewijd aan Rolende en aan Aldegonda.
Hoewel de kerk op een scherpe hoogte lag en defensieve allures had, kon ze in 1142 niet weerstaan aan het beleg door Elbes, de avoué van Florennes. Het hele dorp werd platgebrand. Daarna werd de kerk in romaanse stijl herbouwd. De kapel van Rolende werd vergroot en kreeg een pendant aan de noordzijde. De kerk raakte echter in slechte staat, mee door een brand omstreeks 1545, die het reliekschrijn en de archieven vernielde. Ze werd in 1538-1561 voor een tweede keer op grotere schaal herbouwd. Het was een gotisch gebouw dat de toren en de crypte behield. Na een proces tegen de seculiere kanunnikessen van Moustier, dat zijn beslag kreeg voor de Grote Raad van Mechelen, volgde in 1770 een nieuw transformatie, vooral van het transept. Deze keer verdween de crypte onder een geëgaliseerde vloer.
Dit werd midden 20e eeuw weer ongedaan gemaakt. Pastoor René Dupuis liet vanaf 1949 opgravingen uitvoeren, die de crypte aantroffen in opgevulde toestand. Er werd een trapezoïdale kalkstenen monoliet bovengehaald, die het onderste deel van de sarcofaag van Rolende bleek te zijn. Het deksel is niet teruggevonden. De kerk werd bij die gelegenheid gerestaureerd. De oostelijke helft werd weer opgehoogd om de crypte te herstellen.

## Beschrijving
De romaanse westtoren heeft een afgeschuinde plint van massieve, zorgvuldig gehouwen steenblokken. De kalkstenen gevelbekleding van de toren is aan de west- en zuidzijde in 1702 vernieuwd. Langs die laatste kant loopt een halfronde traptoren omhoog. De stenen van de onderste vier lagen hebben een te kleine straal, wijzend op hergebruik. De geleding boven de kroonlijst met modillons en de torenspits zijn met leien bedekt.
Boven de rondboog die de toren met het schip verbindt, getuigt een mezekouw van het defensieve karakter. Het kerkinterieur heeft de typische zuilen van de Henegouwse gotiek. Ze dragen kruisribgewelven. De oostzijde van het vierkante koor bevat de enige resten van de oorspronkelijke kerk.
De crypte bevindt zich onder de viering, vanaf waar de vloer is opgehoogd. Ze bestaat uit een schip van 5,6 x 5,3 meter, waarin een centrale vierkante pijler en pilasters steun bieden aan de vier kruisgewelven. Aan de oostkant is  een koor onder een tongewelf. Het heeft ramen en ooit moeten er muurschilderingen zijn geweest.
De voornaamste elementen van het interieur zijn de romaanse doopvont uit de 12e eeuw en het reliekschrijn van Sint-Rolende, gemaakt door de edelsmid Henri Libert in 1599. Er is ook een zwartmarmeren altaar-mausoleum van Rolende uit de 16e eeuw (niet te verwarren met de sarcofaag).

## Mars en broederschap
In Gerpinnes wordt elke Pinkstermaandag een eeuwenoude processie gehouden voor Rolende, die voor het overige liturgisch wordt gevierd op 13 mei. Vanwege de quasi-militaire compagnieën spreek men van la Marche de Gerpinnes. Naast deze grote bedevaart gaan er in die periode ook twee kleinere processies uit. Aan de kerk is voorts een broederschap verbonden (Confrérie de Sainte Rolende).

## Voetnoten
1. 1 2  Laure-Anne Finoulst, Les sarcophages du haut Moyen Âge en Gaule du Nord. Production, diffusion, typo-chronologie et interprétations, doctoraal proefschrift, Université Libre de Bruxelles, vol. 2-1, p. 146-149
2. ↑  Afmetingen: 209 cm lengte, 75 cm breedte bovenaan, 32 cm breedte onderaan